# Liste der Bodendenkmäler in Aschau am Inn
Auf dieser Seite sind die Bodendenkmäler in der oberbayerischen Gemeinde Aschau am Inn zusammengestellt. Diese Tabelle ist eine Teilliste der Liste der Bodendenkmäler in Bayern. Grundlage ist die Bayerische Denkmalliste, die auf Basis des Bayerischen Denkmalschutzgesetzes vom 1. Oktober 1973 erstmals erstellt wurde und seither durch das Bayerische Landesamt für Denkmalpflege geführt wird. Die folgenden Angaben ersetzen nicht die rechtsverbindliche Auskunft der Denkmalschutzbehörde.

## Bodendenkmäler der Gemeinde Aschau am Inn

### Bodendenkmäler im Ortsteil Aschau a.Inn
| Lage                    | Objekt | Akten-Nr.     | Bild |
| ----------------------- | --- | ------------- | ---- |
| Aschau a.Inn (Standort) | Grabhügel vorgeschichtlicher Zeitstellung. | D-1-7740-0050 |      |
| Aschau a.Inn (Standort) | Untertägige mittelalterliche und frühneuzeitliche Befunde im Bereich der Katholischen Filialkirche St. Peter in Thal.                                                                | D-1-7740-0197 |      |
| Aschau a.Inn (Standort) | Abgegangenes Hofmarkschloss der frühen Neuzeit (Sitz Haselbach) mit zugehörigem Wirtschaftshof.                                                                                      | D-1-7740-0271 |      |
| Aschau a.Inn (Standort) | Körpergräber vor- und frühgeschichtlicher Zeitstellung. | D-1-7840-0008 |      |
| Aschau a.Inn (Standort) | Abschnittsbefestigung vor- und frühgeschichtlicher Zeitstellung. | D-1-7840-0048 |      |
| Aschau a.Inn (Standort) | Untertägige spätmittelalterliche und frühneuzeitliche Befunde im Bereich der Katholischen Pfarrkirche Mariä Himmelfahrt in Aschau sowie Brandgräber vorgeschichtlicher Zeitstellung. | D-1-7840-0172 |      |

### Bodendenkmäler im Ortsteil Fraham
| Lage              | Objekt | Akten-Nr.     | Bild |
| ----------------- | --- | ------------- | ---- |
| Fraham (Standort) | Grabhügel vorgeschichtlicher Zeitstellung. | D-1-7840-0040 |      |
| Fraham (Standort) | Untertägige mittelalterliche und frühneuzeitliche Befunde im Bereich der Katholischen Pfarrkirche St. Martin in Fraham und ihrer Vorgängerbauten. | D-1-7840-0161 |      |